# Ripalta Cremasca
Ripalta Cremasca (Riultélina Grasa in dialetto cremasco) è un comune italiano di 3 479 abitanti della provincia di Cremona, in Lombardia.
Si tratta di un comune sparso la cui sede è collocata nell'abitato di Ripalta Nuova.

## Geografia fisica

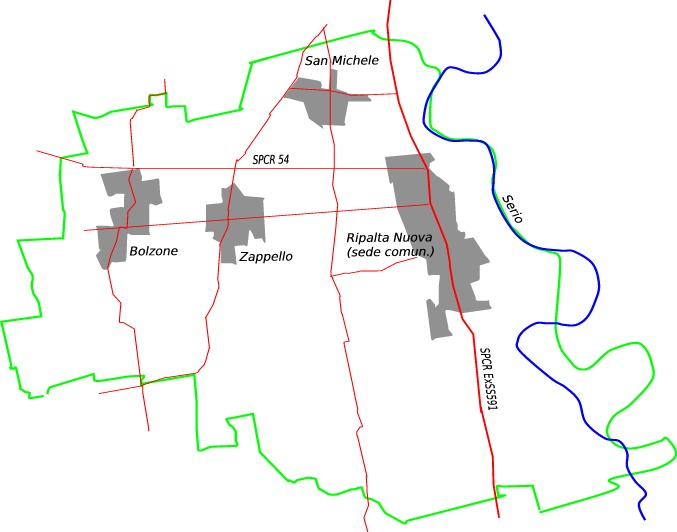
Mappa schematica del territorio di Ripalta Cremasca

## Storia

### Simboli
Lo stemma e il gonfalone sono stati concessi con D.P.R. del 16 maggio 1962.
Il gonfalone è un drappo partito di rosso e di verde.

## Società

### Evoluzione demografica
Abitanti censiti

### Etnie e minoranze straniere
Al 31 dicembre 2020 i cittadini stranieri sono 210. Le comunità nazionali numericamente significative sono:
1. Romania, 39
2. Marocco, 27
3. Albania, 27
4. Ucraina, 23

## Infrastrutture e trasporti

### Strade
Il territorio è attraversato dalle seguenti strade provinciali:
- Strada provinciale Cremasca che unisce Bergamo a Codogno.
- Strada Provinciale 43 Crema-Credera.
- Strada Provinciale 54 Ripalta Nuova-Capergnanica.

## Amministrazione
Elenco dei sindaci dal 1985 ad oggi.
| Periodo | Periodo   | Primo cittadino   | Partito              | Carica  | Note |
| ------- | --------- | ----------------- | -------------------- | ------- | ---- |
| 1985    | 1990      | Pietro Savoia     | Democrazia Cristiana | sindaco |      |
| 1990    | 1995      | Corrado Bonoldi   | Democrazia Cristiana | sindaco |      |
| 1995    | 1999      | Corrado Bonoldi   | centro               | sindaco |      |
| 1999    | 2004      | Corrado Bonoldi   | centro               | sindaco |      |
| 2004    | 2009      | Pasquale Brambini | lista civica         | sindaco |      |
| 2009    | 2014      | Pasquale Brambini | lista civica         | sindaco |      |
| 2014    | 2019      | Aries Bonazza     | lista civica         | sindaco |      |
| 2019    | 2024      | Aries Bonazza     | lista civica         | sindaco |      |
| 2024    | in carica | Aries Bonazza     | lista civica         | sindaco |      |

### Altre informazioni amministrative
Tra il 1928 ed il 1955 al Comune di Ripalta Cremasca veniva aggregato il soppresso Comune di Ripalta Guerina.